# Odobești (Dâmbovița)
Odobeşti es una comuna ubicada en el distrito de Dâmbovița, Rumania.

## Superficie
Posee una superficie de 39,66 kilómetros cuadrados.

## Demografía
Hasta 2021 la población era de 4946 habitantes, con una densidad de población de 124,7 habitantes por kilómetro cuadrado.